# 新井薬師公園

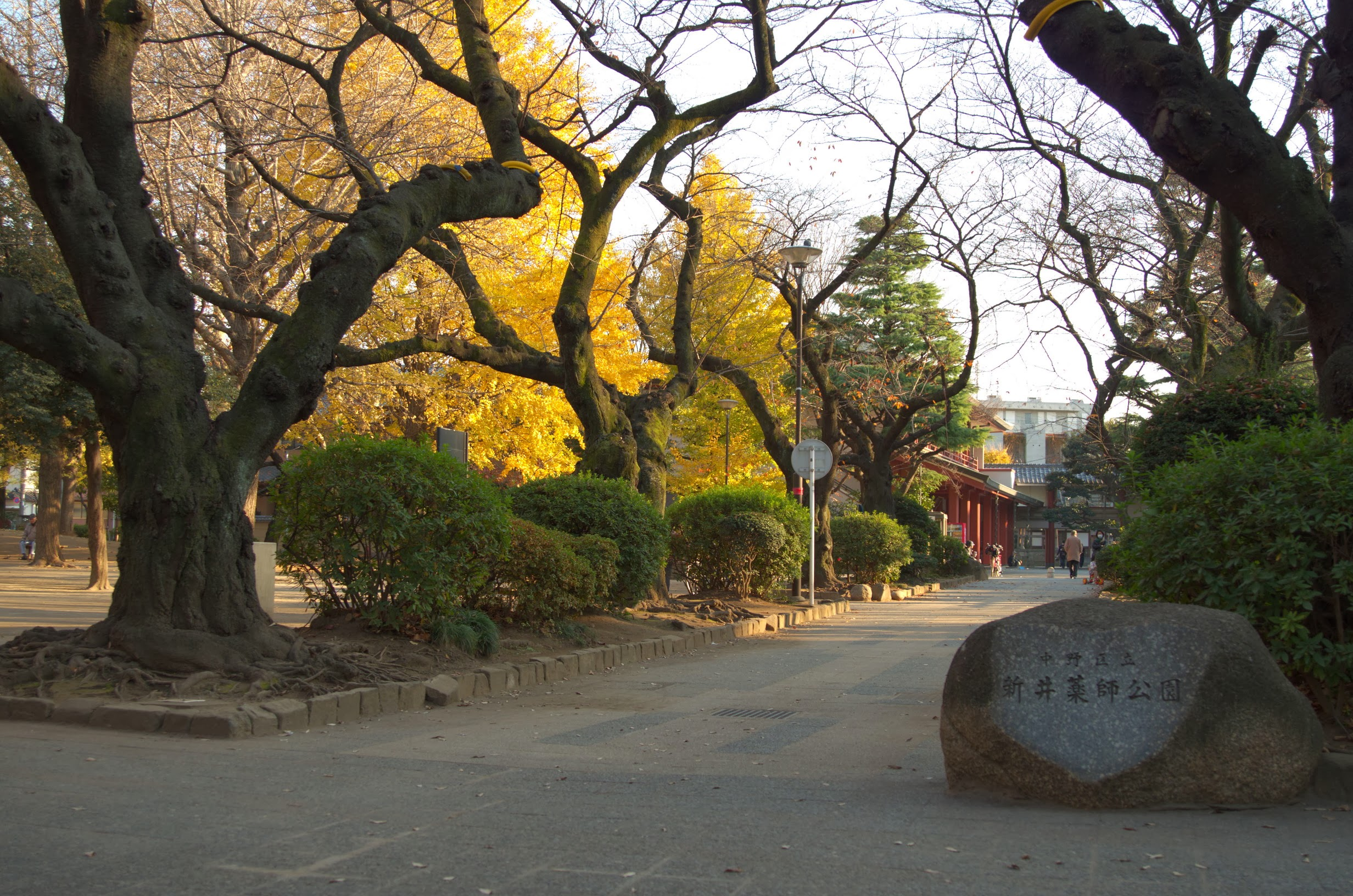

中野区立新井薬師公園（なかのくりつ あらいやくしこうえん）は、中野区の梅照院（新井薬師）に隣接する区立公園である。

## 概要
南西から北東に走る中野通りを挟んで東側と西側に分かれている。新井薬師は生活道路を挟んで公園の東側部分の南に所在し、ざりがに取りもできるひょうたん池は西側にある。東西の両区域をつなぐ陸橋もある。

## 歴史
1914（大正3）年、新井薬師梅照院が公園として境内を一般開放したのが始まりである。

## 主要な施設
- 砂場、石の山(滑り台)、築山、じゃぶじゃぶ池(夏季のみ)、水飲み場(車いす対応あり)、トイレ(車いす対応あり)
- その他　ひょうたん池

## 所在地
東京都中野区新井５丁目４番、４丁目15番

## アクセス
- 西武新宿線新井薬師駅南口から徒歩5分
- JR中野駅北口から関東バス「中20」・「中27」・「中28」・「中41」のうち、いずれかの系統に乗車し「北野神社」で下車、徒歩2分
- JR中野駅北口から京王バス「中92」系統に乗車し、「北野神社」で下車、徒歩2分

## トリビア
新井薬師公園は、TVドラマのロケ地としても有名。2006年のフジテレビドラマ「結婚できない男」、2015年フジテレビドラマ「残念な夫」、2016年日本テレビドラマ「ゆとりですがなにか」、2017年TBSドラマ「コウノドリ」、2018年のフジテレビドラマ「いつまでも白い羽根」に登場している。

## 近隣の施設
- 新井薬師児童館
- 新井天神北野神社